# Horace W. Magoun
Horace Winchell Magoun (* 23. Juni 1907 in Philadelphia; † 6. März 1991 in Santa Monica) war ein US-amerikanischer Neuroanatom und Neurowissenschaftler. Er ist bekannt für seine Arbeiten zur Neurophysiologie und -anatomie, insbesondere seine Entdeckung des Einflusses der Aktivität der Formatio reticularis auf die Aktivität des Großhirns.

## Leben und Wirken
Magoun erwarb 1929 einen Bachelor am Rhode Island State College und 1931 einen Master in Zoologie an der Syracuse University im Bundesstaat New York. An der Northwestern University in Evanston, Illinois erwarb Magoun 1934 bei Stephen Walter Ranson (1880–1942) einen Ph.D. unter Anwendung des Horsley-Clarke-Apparats, einer Vorrichtung zur stereotaktischen Untersuchung von Wirbeltiergehirnen mit der Arbeit The Central Path of the Pupilloconstrictor Reflex in Response to Light. Auch in den folgenden Jahren befasste sich Magoun mit dem Pupillenreflex, aber auch mit den neurologischen Grundlagen des Verhaltens.
Nach Ransons Tod 1942 wurde dessen Forschungsgruppe aufgelöst und Magoun wandte sich mit Unterstützung der National Foundation for Infantile Paralysis (March of Dimes) der Neuropathologie und Neurophysiologie der bulbären Form der Poliomyelitis zu. Er fand heraus, dass bei dieser Form der Erkrankung der Nucleus reticularis geschädigt ist. Tierexperimentell konnte Magoun zeigen, dass eine Stimulation des Kernes je nach Lokalisation des Reizes zu einer Hemmung oder Aktivierung von Motoneuronen führte, womit neben der Beteiligung des pyramidalen Systems eine des extrapyramidalen Systems angenommen wurde. Außerdem befasste sich Magoun mit der Muskelphysiologie.
Magoun arbeitete mit einer Arbeitsgruppe um Percival Bailey und Warren McCulloch am Illinois Neuropsychiatric Institute in Chicago zusammen. Gemeinsam veröffentlichten sie mehrere Arbeiten über Tremor und über efferente Bahnen zur Formatio reticularis. 1947 holte Magoun Donald B. Lindsley (1907–2003) an die Northwestern University, der Kenntnisse über das Elektroenzephalogramm (EEG) mitbrachte. 1948 kam Giuseppe Moruzzi von der Universität Pisa als Gastprofessor mit Unterstützung der Rockefeller-Stiftung zu Magoun und beide veröffentlichten eine sehr einflussreiche Arbeit über die Veränderungen des EEG unter Stimulation der Formatio reticularis, die einer Weckreaktion (Arousal) gleichen. Nach Moruzzis Rückkehr nach Italien führten Magoun, Lindsley und Mitarbeiter (darunter der spätere Transplantationschirurg Thomas E. Starzl) die Arbeiten fort und konnten den Einfluss der Formatio reticularis auf Wachheit, intellektuelle Leistungsfähigkeit, willentliche Bewegungen und das Verhalten im Allgemeinen zeigen (Entdeckung des Aufsteigenden retikulären Aktivierungssystems, ARAS).
1950 wechselte Magoun als Leiter der Anatomie an die University of California, Los Angeles (UCLA). Aufgrund von Platzmangel in Los Angeles richtete Magoun sein Labor zunächst am 30 Meilen entfernten Long Beach Veterans Administration Hospital ein, bevor 1961 ein zehnstöckiges Forschungszentrum für Neurowissenschaften (Brain Research Institute, BRI) am Hauptstandort der Universität in Westwood, Los Angeles, unter der Leitung von John Douglas French eröffnet wurde. Die Einrichtung wurde über viele Jahre vom National Institute of Mental Health (NIMH) gefördert. Für dessen Muttereinrichtung, die National Institutes of Health (NIH), war Magoun mehrfach in zentralen Kommissionen beratend tätig.
Am BRI wurden zahlreiche einflussreiche Projekte gestartet, darunter das Brain Information Service, das Data Processing Laboratory zur Computer-unterstützten Analyse des EEG, ein Biosphären-Programm für das Raumfahrtprogramm der NASA und die Neuroscience History Archives zur Dokumentation der Geschichte der Neurowissenschaften. Magoun war maßgeblich an der Gründung der International Brain Research Organization (IBRO) beteiligt. Von 1962 bis 1972 war Magoun Dekan für das Graduiertenstudium. In dieser Position setzte er sich besonders für die Förderung von Minderheiten an der Universität ein und förderte den wissenschaftlichen Austausch mit Japan. Anschließend arbeitete Magoun zwei Jahre lang für das Fellowship Office des National Research Council in Washington, D.C., bevor er 1974 an die UCLA zurückkehrte, wo er eine Abteilung für Verhaltensforschung innerhalb der psychiatrischen Klinik einrichten half und sich der Geschichte der Neurowissenschaften und dem Verhältnis von Geist und Gehirn zuwandte.
1931 heiratete Horace W. Magoun Jeannette Alice Jackson. Das Paar hatte drei Kinder.

## Schriften (Auswahl)
- Mit R. Rhines: Spasticity: The Stretch-Reflex and Extrapyramidal Systems. Springfield, Ill.: Charles C Thomas. 1948
- The Waking Brain. Springfield, Ill.: Charles C Thomas. 1958
- Mit J. D. French und D. B. Lindsley: An American Contribution to Neuroscience: The Brain Research Institute, UCLA 1959-1984. Los Angeles: University of California, Brain Research Institute, 1984.
- Mit L. H. Marshall: Discoveries in the Human Brain: Neuroscience Prehistory, Brain Structure, and Function. Totowa, N.J.: Humana Press.
- American Neuroscience in the Twentieth Century: Confluence of the Neural, Behavioral, and Communicative Streams. Lisse, Niederlande: A. A. Balkema. 2003 (postum)

## Auszeichnungen (Auswahl)
- 1952 Harvey Lecture
- 1955 Mitglied der National Academy of Sciences
- 1958 Ehrendoktorat der Universität Aix-Marseille
- 1959 Ehrendoktorat der Northwestern University Medical School
- 1960 Ehrendoktorat der University of Rhode Island
- 1960 Mitglied der American Academy of Arts and Sciences[3]
- 1961 Borden Award der Association of American Medical Colleges
- 1963 Passano Award[4]
- 1965 Ehrendoktorat der Wayne State University
- 1970 Karl Spencer Lashley Award
- 1971 Orden des Heiligen Schatzes 2. Klasse
- 1988 Ralph-W.-Gerard-Preis[5]